# سازگاری مؤثر
در تکامل طبیعی و تکامل مصنوعی (برای مثال حیات مصنوعی و محاسبات تکاملی) سازگاری (یا عملکرد یا اندازه‌گیری عینی) یک طرحواره برای نشان دادن سازگاری مؤثر آن که تقاطع و جهش را در نظر می‌گیرد، تغییر مقیاس داده شده است.
سازگاری مؤثر در محاسبات تکاملی برای درک پویایی جمعیت استفاده می‌شود. در حالی که یک تابع سازگاری بیولوژیکی فقط به موفقیت در باروری نگاه می‌کند، یک عملکرد سازگارانه مؤثر سعی می‌کند چیزهایی را دربرگیرد که برای بقا در سطح جمعیت لازم است. در جمعیت‌های همگن، سازگاری تولید مثلی و سازگاری مؤثر برابر است. وقتی جمعیتی از همگنی دور می‌شود، شایستگی مؤثرتری برای ژنوتیپ مغلوب حاصل می‌شود. در حالی که جمعیت به سمت تعادل حرکت می‌کند، این مزیت کاهش می‌یابد. انحراف از این تعادل نشان می‌دهد که چقدر جمعیت در دستیابی به یک حالت ثابت نزدیک است. هنگامی که این تعادل حاصل شد، حداکثر سازگاری مؤثر جمعیت حاصل می‌شود.
حل مسئله با محاسبات تکاملی با تابع هزینه محقق می‌شود. اگر توابع هزینه برای بهینه‌سازی ازدحام اعمال شود، تابع سازگاری نامیده می‌شود. استراتژی‌هایی مانند یادگیری تقویتی و تکامل عصبی NEAT در حال ایجاد یک پهنه سازگاری هستند که موفقیت تولیدمثلی اتوماتای سلولی را توصیف می‌کند.
تابع سازگاری مؤثر تعداد فرزندان متناسب را مدل می‌کند و در محاسباتی استفاده می‌شود که شامل فرآیندهای تکاملی، مانند جهش و تقاطع، مهم در سطح جمعیت است.
مدل سازگاری مؤثر نسبت به مدل قبلی خود یعنی مدل استاندارد سازگاری تولیدمثلی برتری دارد. این مدل درک کیفی و کمی مفاهیم تکاملی مانند نفخ، خودسازگاری و استحکام تکاملی را ارتقا می‌دهد در حالی که سازگاری تولید مثلی فقط به انتخاب خالص نگاه می‌کند، سازگاری مؤثر جریان جمعیت و انتخاب طبیعی را با در نظر گرفتن اپراتورهای ژنتیکی توصیف می‌کند.
یک تابع سازگاری طبیعی با یک مشکل منطبق است، در حالی که یک تابع سازگاری مؤثر اگر به هدف رسیده باشد فرضی است. این تفاوت برای طراحی توابع سازگاری با الگوریتم‌هایی مانند جستجوی نوظهور که در آن هدفِ عوامل ناشناخته است، مهم است. در مورد باکتری، سازگاری مؤثر می‌تواند شامل تولید سموم و سرعت جهش پلاسمیدهای مختلف باشد که عمدتاً به صورت تصادفی تعیین می‌شوند

## کاربرد
هنگامی که معادلات تکاملی پویایی جمعیت مورد مطالعه در دسترس باشد، می‌توان به صورت الگوریتمی، سازگاری مؤثر یک جمعیت معین را محاسبه کرد. اگرچه مدل مناسب سازگاری مؤثر هنوز پیدا نشده است، اما از قبل به عنوان چارچوبی خوب برای درک بهتر حرکت نقشه ژنوتیپ- فنوتیپ، پویایی جمعیت و جریان در منظره‌های سازواری شناخته شده است.